# Rudine (Dobrinj)
Pour les articles homonymes, voir Rudine.
Rudine est une localité de Croatie située sur l'île de Krk et dans la municipalité de Dobrinj, comitat de Primorje-Gorski Kotar. En 2001, la localité comptait 5 habitants.

## Démographie
| 1948 | 1953 | 1961 | 1971 | 1981 | 1991 | 2001 |
| ---- | ---- | ---- | ---- | ---- | ---- | ---- |
| 14   | 16   | 18   | 18   | 12   | 13   | 5    |

## Patrimoine

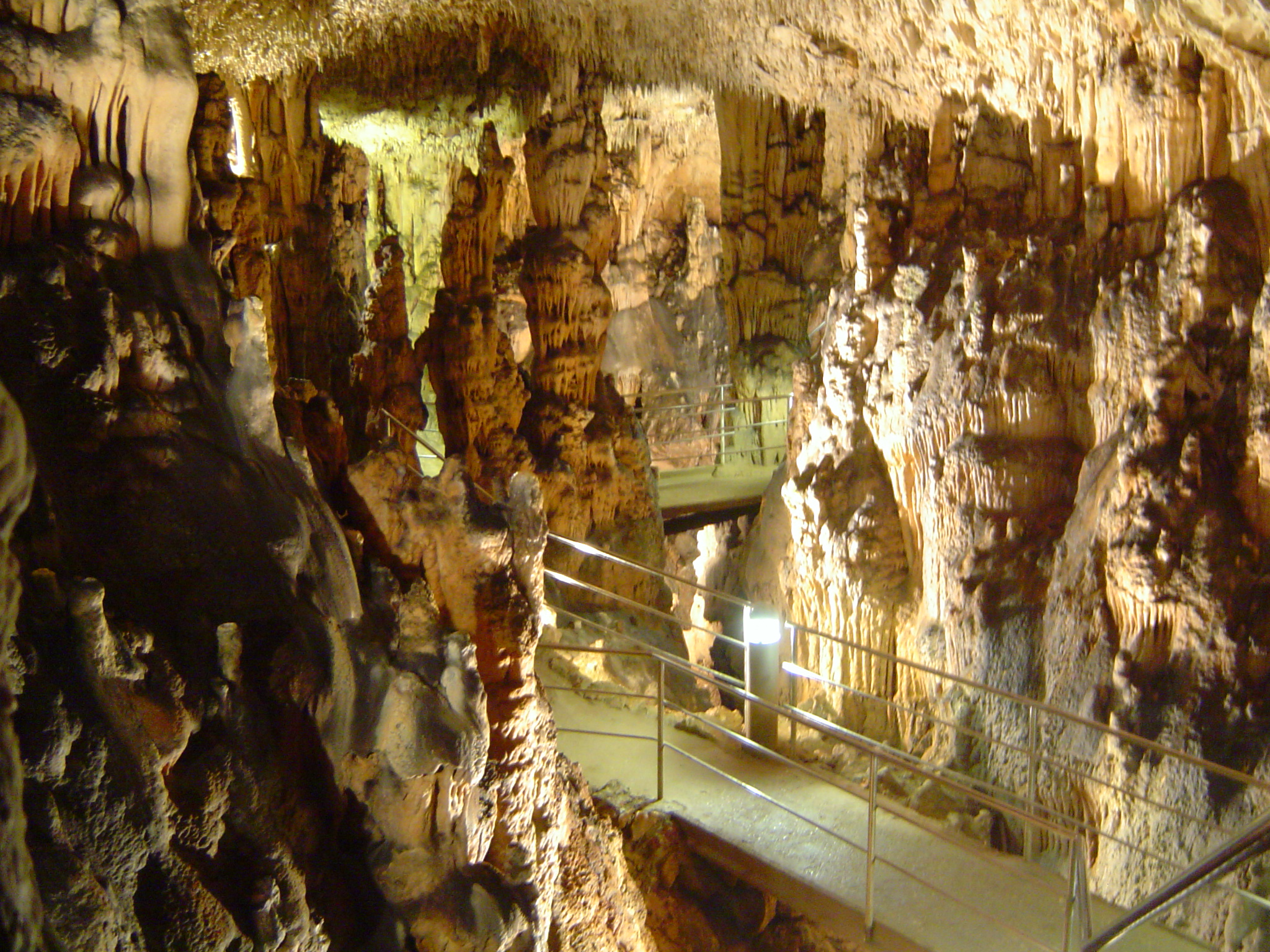
Grotte Biserujka près de Rudine

La grotte touristique de Biserujka se trouve à proximité du village de Rudine.